# Eddy Schepers
Édouard "Eddy" Schepers (Tienen, 12 de dezembro de 1955) é um ex-ciclista de estrada profissional belga. Foi profissional de 1978 a 1990, período no qual competiu para muitas equipes, incluindo C&A, Carrera e Fagor. Começou na C&A antes de alinhar para outras equipes. Competiu na prova de estrada individual nos Jogos Olímpicos de Verão de 1976 em Montreal, terminando na quadragésima oitava posição.